# Бора (корабль)
«Бора́» — российский малый ракетный корабль на воздушной подушке, головной корабль проекта 1239 Черноморского флота России.

## Служба
Корабль построен на Зеленодольском судостроительном заводе.
«Бора» является крупнейшим в своём подклассе в практике российского и мирового кораблестроения быстроходным боевым кораблём, использующим гидродинамическую платформу — катамаран с аэростатической воздушной разгрузкой.
После опытной эксплуатации вошёл в 1997 году в состав сил постоянной готовности Черноморского флота.
В составе 41-й бригады ракетных катеров Черноморского флота России. Базировался на Крымскую военно-морскую базу.
С 2015 года находился в ремонте; сообщалось, что в январе 2022 года он начал проходить завершающий этап ремонта.

## Командиры
- капитан 2-го ранга Николай Гончаров[4]
- капитан 2-го ранга Дмитрий Ефремов[4].